# Giuseppe Ciantes
Giuseppe Ciantes, OP (1602–1670) foi um prelado católico romano, hebraísta e teólogo que serviu como bispo de Marsico Nuovo entre 1640 e 1656.

## Biografia
Giuseppe Maria Ciantes nasceu em Roma e foi membro da Ordem dos Pregadores. Ele se dedicou ao estudo das línguas orientais e aplicou seu conhecimento do hebraico para a conversão dos judeus, função para a qual Urbano VIII o havia nomeado pregador em Roma.
Foi nomeado aos 5 de março de 1640 como bispo de Marsico Nuovo, no então Reino de Nápoles. Recebeu a ordenação episcopal em 19 de março de 1640, através do cardeal Marco Antonio Franciotti, tendo como principais co-consagradores o arcebispo Lelio Falconieri e o bispo Giovanni Battista Altieri. Bispo Giuseppe Ciantes renunciou ao governo de sua diocese em janeiro de 1656, para se retirar para o convento de Minerva, falecendo como bispo-emérito em 1670.

## Sucessão episcopal
Enquanto bispo, ele foi o principal co-consagrador de:
- Paolo Ciera (1642);
- Marco Antonio Gussio (1644);
- Ignazio Ciantes (1647);
- Giacinto Cevoli (1648);
- Domenico Campanella, (1654);
- Benedicto Sánchez de Herrera (1654);
- Luis Alfonso de Los Cameros (1654);
- Matteo di Génnaro (1660);
- Francesco Falabella (1660);
- Francesco Angelucci (1660);
- Luigi de Gennaro (1660);
- Anastazy Rudzicki (1662);
- Matteo Cosentino (1667); e
- Alessandro Diotallevi (1667).

## Obras
- «De sanctissima trinitate ex antiquorum Hebraeorum testimonijs euidenter comprobata» (em latim) (1667)
- «Della incarnazione del verbo divino evidentemente difesa dalle opposizioni degli Ebrei colle dottrine medesime de loro maggiori Teologi» (em italiano) (1668)
- «Della perfezione dovuta allo stato del Vescovo» (em italiano) (1669)
- «Summa diui Thomae Aquinatis ordinis Praedicatorum contra Gentiles. Quam Hebraicè eloquitur Iosephus Ciantes Romanus episcopus Marsicensis ex eodem Ordine assumptus» (em latim)(1657)